# Stanisław Fedorowicz (duchowny)
Stanisław Fedorowicz (ur. 1872 w Jarosławiu, zm. 1965 tamże) – ksiądz obrządku greckokatolickiego.

## Życiorys
Po ukończeniu Seminarium Duchownego w Przemyślu w 1900 pracował jako katecheta szkół początkowych, a później średnich w Jarosławiu. Był dyrektorem (w latach 1915–1933) Bursy Szkolnej św. Onufrego. W latach 1915–1933 był katechetą greckokatolickim w jarosławskim I Gimnazjum. W roku szkolnym 1938/1939 objął stanowisko rektora Seminarium Duchownego dla greckokatolickich alumnów Apostolskiej Administracji Łemkowszczyzny w Tarnowie. W latach 1942–1965 był proboszczem parafii greckokatolickiej. W latach 1945–1965 jako jedyny pozostały w Jarosławiu ksiądz greckokatolicki (emerytowany katecheta) posługiwał wiernym tego obrządku w mieście i okolicy. W latach 1944–1965 był radnym miejskim.

## Literatura
- Bogdan Prach, Myłoserdia Dweri – Sanktuarium Maryjne w Jarosławiu, Warszawa 1996
- Sprawozdanie c.k. Dyrekcji w Jarosławiu za rok szkolny 1913, Jarosław 1913
- Apolinary Despinoix Alma Mater Jaroslaviensis, Księga pamiątkowa poświęcona zjazdowi  jubileuszowemu z okazji 50-lecia istnienia Gimnazjum I w Jarosławiu 1884–1934, Jarosław 1934
- Jakub Makara, Parafia łacińska w Jarosławiu, Jarosław 1950